# Жанна і чудовий хлопець
«Жанна і чудовий хлопець» (фр. Jeanne et le Garçon formidable) — французький фільм-драма 1998 року. Перша спільна постановка режисерів Олів'є Дюкастеля і Жака Мартіно. Показом стрічки було відкрито 48-й Берлінський кінофестиваль 1998 року.

## Сюжет
Молода приваблива Жанна (Вірджинія Ледоєн) не позбавлена чоловічої уваги до себе. І хоча у неї багато тих, кого вона могла б назвати «коханцями», але немає жодного, хто міг би стати її «коханим».
Кохання з першого погляду застало Жанну зненацька прямо у вагоні метро: навпроти неї сидів той самий ідеальний чоловік (Матьє Демі), якого вона так давно шукала. Та згодом з'ясовується, що коханий Жанни Олів'є хворий на СНІД, і постає питання, чи зможе кохання перемогти хворобу?..

## У ролях
| Вірджинія Ледоєн | ···· | Жанна      |
| Матьє Демі       | ···· | Олів'є     |
| Жак Боннаффе     | ···· | Франсуа    |
| Валері Боннетон  | ···· | Софі       |
| Фредерік Горні   | ···· | Жан-Батист |
| Лорен Аркаро     | ···· | кур'єр     |
| Мішель Раскін    | ···· | сантехнік  |
| Дені Подалідес   | ···· | Жульєн     |

## Визнання
| Нагороди та номінації фільму «Жанна і чудовий хлопець» | Нагороди та номінації фільму «Жанна і чудовий хлопець» | Нагороди та номінації фільму «Жанна і чудовий хлопець» | Нагороди та номінації фільму «Жанна і чудовий хлопець» | Нагороди та номінації фільму «Жанна і чудовий хлопець» | Нагороди та номінації фільму «Жанна і чудовий хлопець» |
| Рік                                                    | Кінофестиваль/кінопремія                               | Категорія/нагорода                                     | Номінант                                               | Результат                                              | Результат                                              |
| ------------------------------------------------------ | ------------------------------------------------------ | ------------------------------------------------------ | ------------------------------------------------------ | ------------------------------------------------------ | ------------------------------------------------------ |
| 1998                                                   | 48-й Берлінський міжнародний кінофестиваль             | Золотий ведмідь                                        | Жанна і чудовий хлопець                                | Номінація                                              |                                                        |
| 1998                                                   | Паризький кінофестиваль                                | Найкраща акторка                                       | Вірджинія Ледоєн                                       | Перемога                                               |                                                        |
| 1999                                                   | Премія «Сезар»                                         | Найкращий дебютний фільм                               | Жанна і чудовий хлопець                                | Номінація                                              |                                                        |
| 1999                                                   | Премія «Сезар»                                         | Найкраща музика до фільму                              | Філіп Міллер                                           | Номінація                                              |                                                        |
| 1999                                                   | Золота зірка кіно                                      | Спеціальний Гран-прі преси                             | Жанна і чудовий хлопець                                | Перемога                                               |                                                        |
| 1999                                                   | Золота зірка кіно                                      | Найкращий дебют у чоловічій ролі                       | Дені Подалідес (разом з Паскалем Греггорі)             | Перемога                                               |                                                        |